# Ꝿ
Cette page contient des caractères spéciaux ou non latins. S’ils s’affichent mal (▯, ?, etc.), consultez la page d’aide Unicode.
Ꝿ (minuscule : ꝿ), appelé G insulaire culbuté, est une lettre additionnelle utilisée dans une grammaire du vieux cornique en même temps que le G insulaire ‹ Ᵹ ᵹ › et le G ‹ G g ›.

## Utilisation

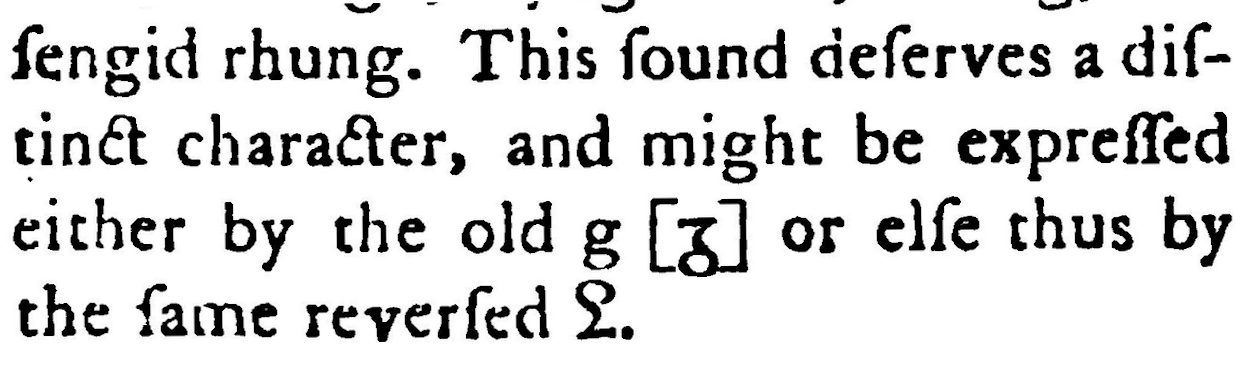
G insulaire culbuté dans Archaeologia Cornu-Britannica de Pryce, publié en 1790.

Le g insulaire culbuté est utilisé par William Pryce (en) en 1790 dans la grammaire cornique Archaeologia Cornu-Britannica pour représenter une consonne nasale vélaire voisée [ŋ].
Pryce l’utilise pour distinguer cette prononciations du g de la consonne occlusive vélaire voisée [ɡ] dans les manuscrits corniques de certains mots Evegil (Evengil) « l’évangile », Cyghellur (Kynghelhor) « chancelier », Log (Lhong) « un navire », segit rụg (sengid rhung) « faire face à une choix », transcrits Eveꝿil, Cyꝿhelluꞃ, Loꝿ, ꞅeꝿiꞇ ꞃụꝿ avec le g insulaire culbuté.

## Représentation informatique
Le G insulaire culbuté peut être représenté par les caractères Unicode (latin étendu D) suivants :
| formes    | représentations | chaînes de caractères | points de code | descriptions                                |
| --------- | --------------- | --------------------- | -------------- | ------------------------------------------- |
| capitale  | Ꝿ               | Ꝿ                     | U+A77E         | lettre majuscule latine g insulaire culbuté |
| minuscule | ꝿ               | ꝿ                     | U+A77F         | lettre minuscule latine g insulaire culbuté |